# نموذج المدينة المقدسة

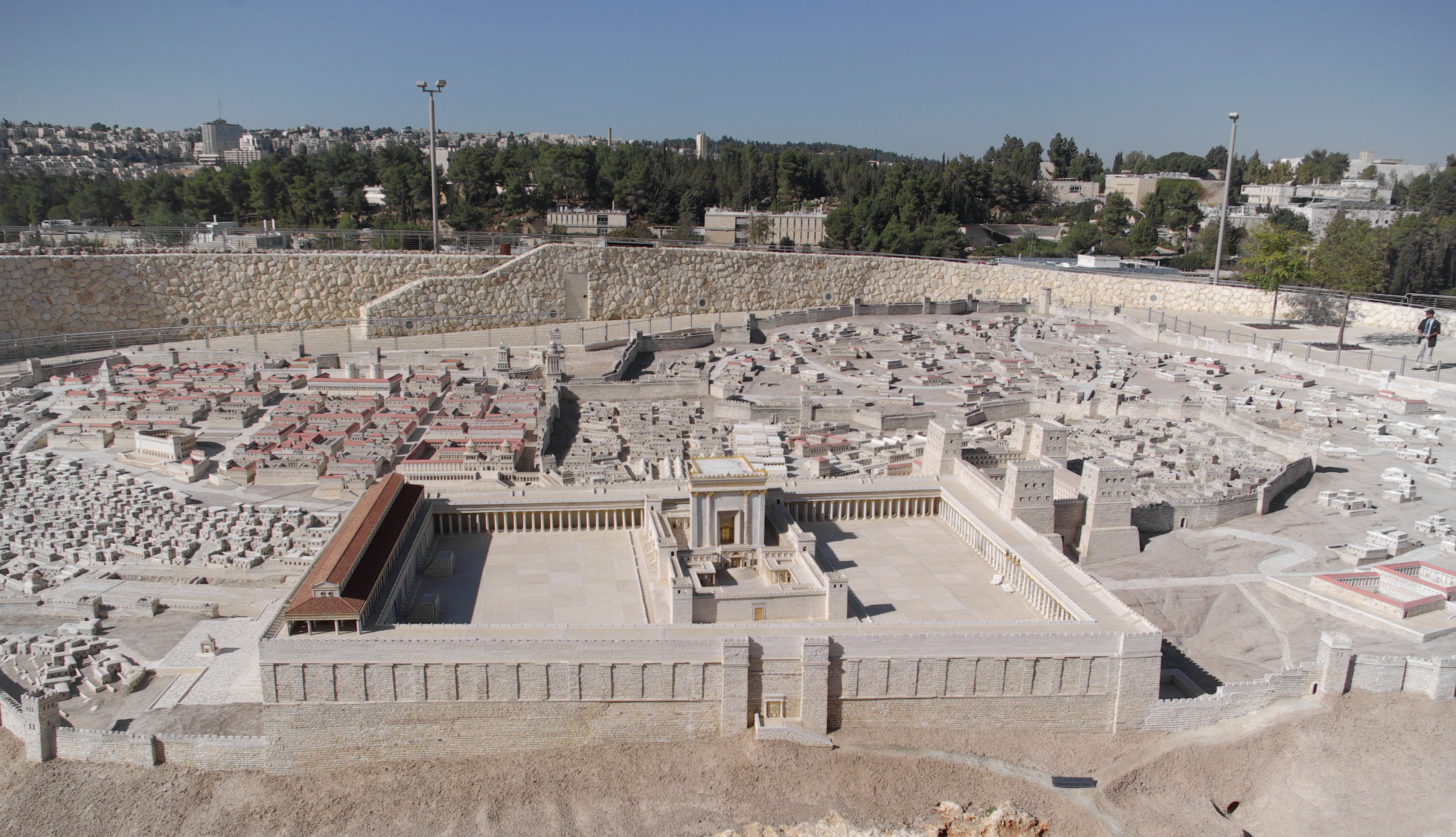
نموذج المدينة المقدسة

نموذج المدينة المقدسة حجمه يساوي 1:50 على مقياس الحجم. يمثل شكل القدس في عصر هيكل هيرودس أو ما يسمى بالهيكل الثاني فييونيو من عام 2006 نقل النموذج من مكانه الاصلي في بييت فيغان، القدس بالتسمية الحالية أما التسمية الفلسطينية قبل 1948 فتحتاج للبحث، إلى موقعه الجديد في متحف إسرائيل.

## تاريخ

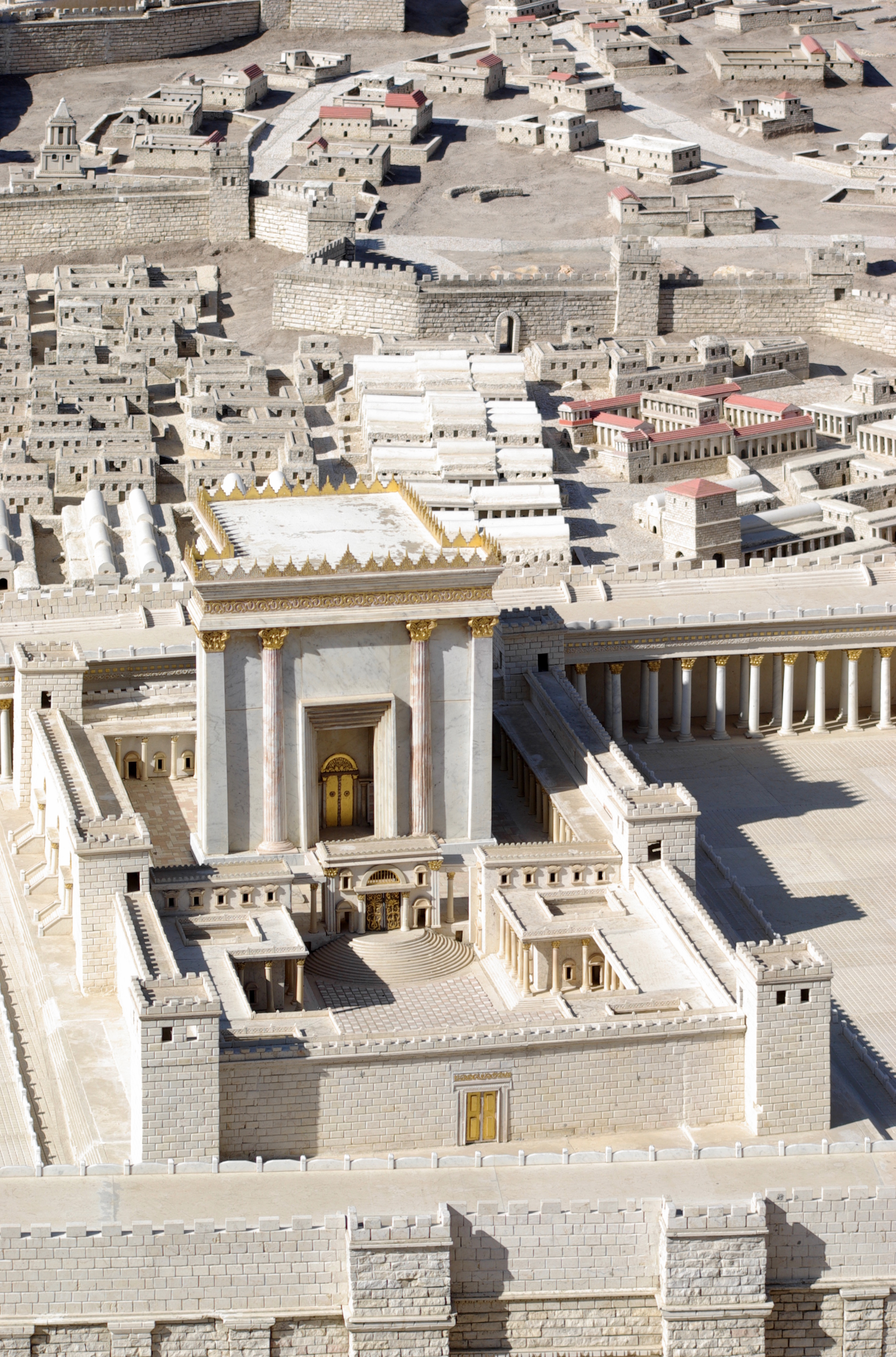
نموذج الارض او المدينة المقدسة

تبلغ مساحة النموذج 2000 متر مربع (تقريبا 21,520 قدم مربع).تم إنشاؤه بتكليف من هانز كروتش (مالك فندق الأرض المقدسة) في عام 1966 لإحياء ذكرى ابنه الجندي يعقوب الذي قتل في حرب 1948 بين الفلسطينيين والإسرائيليين.حيث يسميها الفلسطينييون بالنكبة والإسرائيليون بحرب الاستقلال وتم تصميم النموذج على يد المؤرخ والجغرافي اليهودي مايكل آفي يوناه اعتمادا على كتابات يوسف بن ماتيتياهو يوسفوس فلافيوس ومصادر أخرى تاريخية.
في عام 2006 تم وضعه على الحافة الجنوبية لحديقة بيلي روز في متحف إسرائيل. وتحضيراً لنقله تم تقسيمه إلى 1000 قطعة ومن ثم تم تجميعه لاحقا وقد كلفت هذه الحركة فندق الارض المقدسة حوالي 3.5 مليون دولار